# فتاتندا، غنا
فتاتندا (به لاتین: Fattatenda) یک منطقهٔ مسکونی در گامبیا است که در Upper River Division واقع شده‌است. فتاتندا ۴۹ نفر جمعیت دارد.